# Hospitaleres Franciscanes de Jesús Natzarè
Les Germanes Hospitaleres Franciscanes de Jesús Natzarè formen una congregació religiosa de germanes, fundada en 1673 per a la cura de malalts pobres. Les germanes posposen al seu nom les sigles H.J.N.

## Història
La congregació fou concebuda pel sacerdot terciari franciscà Cristóbal de Santa Catalina. Eremita, mentre predicava per Còrdova s'adonà del gran nombre de malalts sense recursos que hi havia i hi volgué posar remei. Pensant a obrir un hospici, trobà que la Casa de Jesús, petit establiment de la Confraria de Jesús Natzarè, que tenia un hospital de sis llits, estava abandonada. La confraria estigué d'acord a cedir-li l'ús i Cristóbal, l'11 de febrer de 1673 l'obrí com a institució benèfica, creant l'Hospitalidad Franciscana de Nuestro Padre Jesús Nazareno. A les portes hi inscrigué el lema: Mi providencia y tu fe tendrán esta casa en pie.
Per poder dirigir l'entitat, el bisbe l'obligà a deixar l'hàbit franciscà i viure com a sacerdot secular. Va rebre el suport i l'ajut material d'homes i dones de la ciutat, i alguns hi treballen com a voluntaris: mentre les dones s'ocupen de les malaltes i els infants, els homes atenen els homes malalts i demanen almoina als carrers, per mantenir l'hospital. Per consolidar la tasca feta, Cristóbal creà dues congregacions que tindrien cura dels malalts, una de masculina i una altra de femenina: els Germans Hospitalers de Jesús Natzarè i les Germanes Hospitaleres de Jesús Natzarè. N'escrigué les constitucions i reglament, que foren publicats en 1740, amb redacció de José Capilla, successor del fundador en l'administració de la institució. Foren aprovades per Benet XIV en 1746.
Si la primera intenció era tenir cura de dones grans, malaltes, i de nens abandonats, aviat estengué el seu àmbit d'actuació a tota mena de necessitats. Avui dia només sobreviu la confraria femenina: la masculina desaparegué en la desamortització de 1835.

## Activitats i difusió
Les activitats de les germanes són s'assistència a malalts, però també mantenen escoles i centres dedicats als necessitats: llars d'acollida, centres de reinserció, residències per a gent gran, etc.
En acabar 2011, la congregació està formada per 121 germanes en 25 centres d'Espanya (tres a la ciutat de Còrdova i tres més a la província; Madrid (2 centres), Cabeza del Buey i Mèrida (Badajoz), Getafe, San Sebastián de los Reyes, Lopera (Jaén), Álora (Màlaga), Burgos, Ezcaray (La Rioja) i la Corunya) i Hispanoamèrica (República Dominicana (3), Perú (3), Guatemala) i a Roma.